# Фальшивая марка

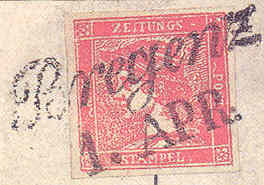
«Красный Меркурий»: фальшивка Фридля

Фальши́вая ма́рка (также фальши́вка, фальсифика́т; от нем. falsifikat, лат. falsificatum — подделанное; по значению соответствует англ. philatelic forgery) — марка, которая является имитацией подлинной почтовой марки, но напечатана без ведома и без разрешения соответствующего почтового ведомства. Изготовление фальшивых марок, фальсификация, в большинстве государств преследуется законом наряду с фальсификацией денежных знаков.

## Отличительные признаки
Фальшивые марки следует отличать от поддельных марок, которые представляют собой подлинные почтовые марки, но видоизменённые каким-либо образом в целях наживы, и от фантастических марок, которые выпущены от имени несуществующих государств или почтовых ведомств отдельными лицами или организациями, не имеющими на это права, с целью получения наживы.
Для предотвращения фальсификации почтовых марок почтовые ведомства прибегают к различным средствам, среди которых водяные знаки, вафелирование, шёлковые нити, шёлковые прожилки, гильоширование, мельчайший шрифт, нанесение знака люминофорным составом, видимым только в ультрафиолетовых лучах.

Фальшивки местных марок США
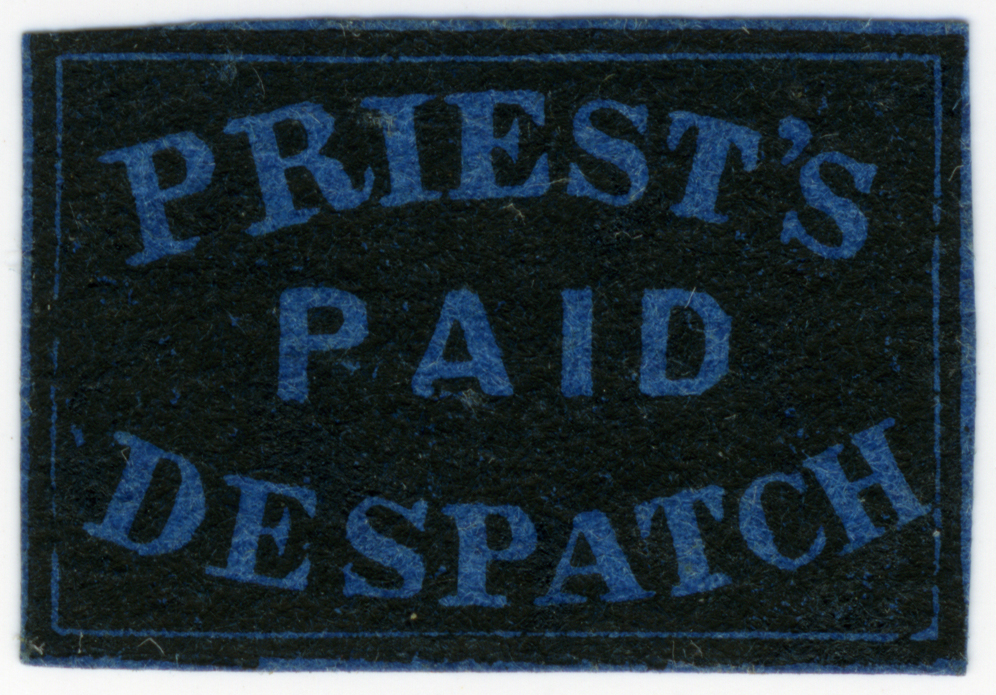
1851: «Priest’s Despatch, Paid», 2 цента (Sc #121L5), фальсификат A
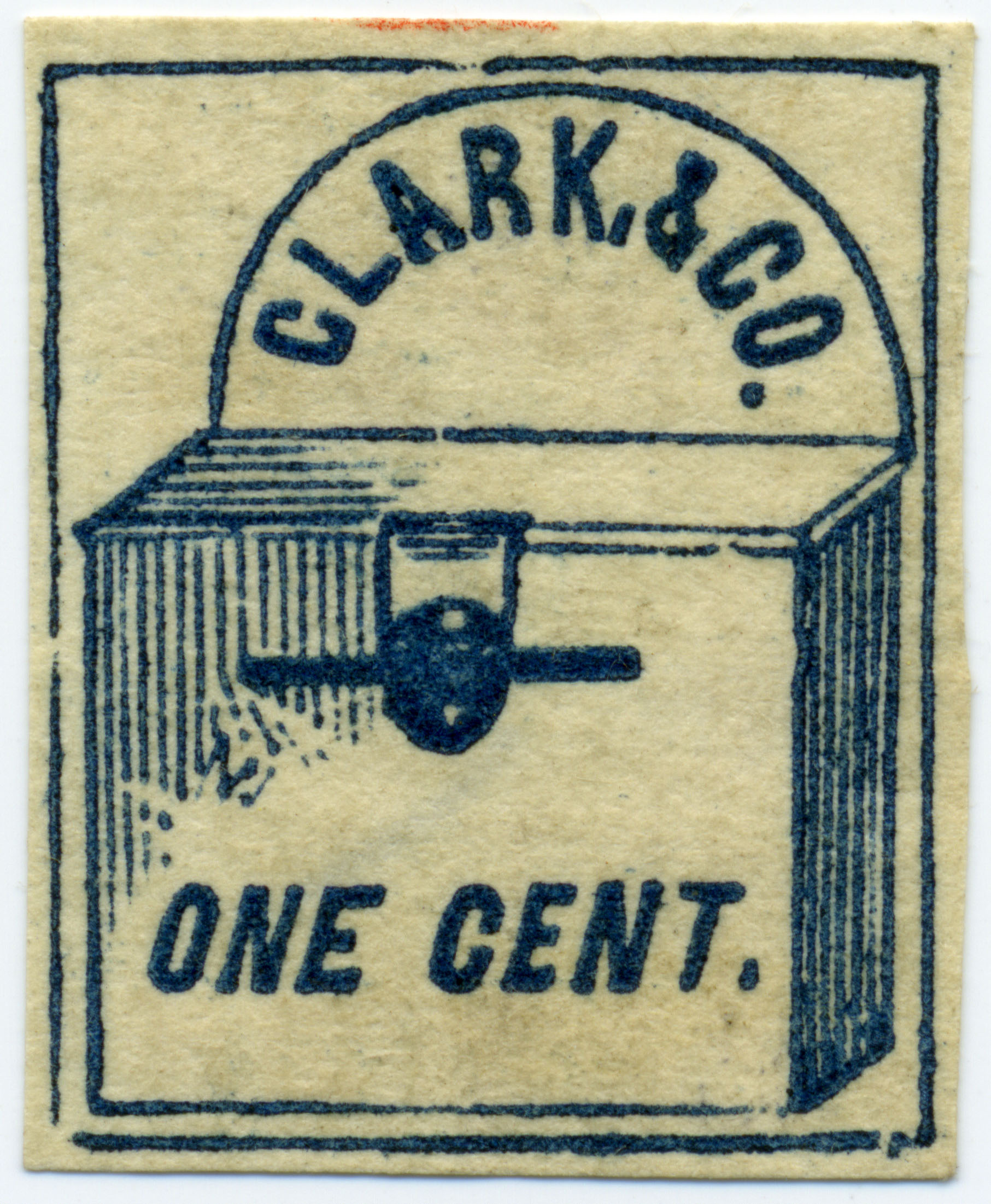
1857: «Clark & Co.», Нью-Йорк, 1 цент (Sc #46L1), фальсификат C
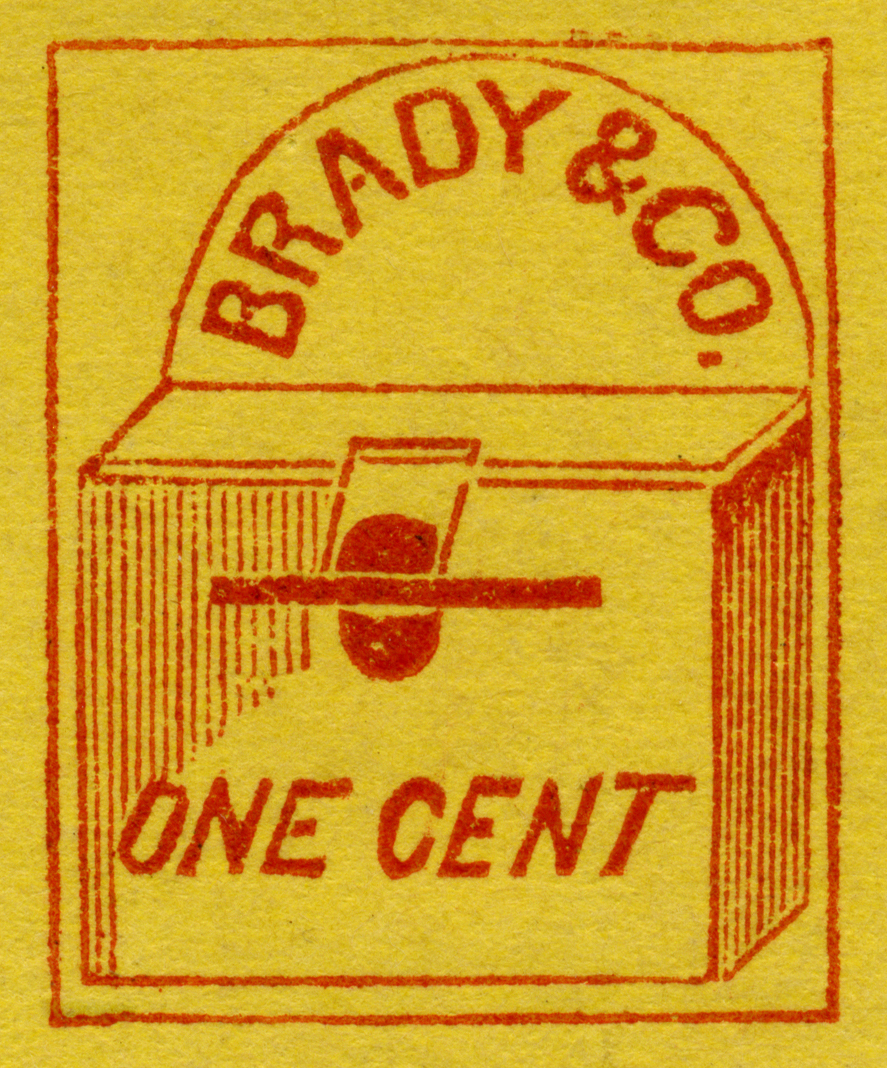
1859: «Brady & Co.», Нью-Йорк, 1 цент (Sc #22L1), фальсификат D

## Классификации фальшивых марок
Фальшивые марки могут различаться в зависимости от характера, целей, видов и объёма их изготовления и использования, а также применяемых способов печати.

### По характеру и цели
- Фальсификация в ущерб почте.
- Фальсификация в ущерб коллекционерам.
- Фальсификация в целях пропаганды и шпионажа.

### По видам и объёму
- Полные фальшивки, то есть собственно фальшивые марки. Обычно изготавливаются с использованием фальшивой печатной формы, на фальшивой бумаге, фальшивой краской. Иногда фальсифицируются и зубцовка, и водяной знак, а у гашёных марок ещё и штемпель. Фальшивые марки могут быть напечатаны фальшивой печатной формой, но на настоящей бумаге, либо настоящей печатной формой, но на фальшивой бумаге. Фальшивки в ущерб почте большей частью полные, но при прохождении почты бывают погашены подлинным почтовым штемпелем.
- Частичные фальшивки, то есть подделки. См. статью Поддельная марка[2].

### По способам печати
- Литографские.
- Ксилографские (с гравюры на дереве).
- Высокой печати.
- Автотипические и др.

## Фальсификация в ущерб почте
Старейшими известными фальсификатами в ущерб почте были:
- так называемые «веронские фальшивки», появившиеся в Ломбардии-Венеции в 1853 году;
- болоньские литографские фальшивки, выпущенные в Папской области в 1855—1857 годах,
- испанские фальшивки 1856 года;
- «миланские фальшивки» марок Ломбардии-Венеции, изготовленные в 1857 году[3].

Они часто выпускаются в больших объёмах и причиняют значительный материальный ущерб государству (например, в прошлом в Испании). В 2011 году сообщалось, что в современной России потери в государственном бюджете из-за массового вброса фальшивых марок в почтовое обращение страны превысили 1 млрд рублей за пять лет. В законодательстве предусмотрено наказание за подобные преступные деяния в виде штрафа в размере 40 тысяч рублей. Учитывая огромный ущерб, наносимый фальшивыми марками, «Почта России» предложила ввести уголовную ответственность за их изготовление, распространение и использование.
Распространяются фальшивые марки обычно по цене ниже номинала через частных посредников или через недобросовестных почтовых работников с использованием их служебного положения, иногда и путём продажи в почтовых отделениях. Некоторые такие фальшивки встречаются гораздо реже оригиналов и разыскиваются филателистами. Особый интерес представляют фальшивки, наклеенные на конверты и прошедшие почту.

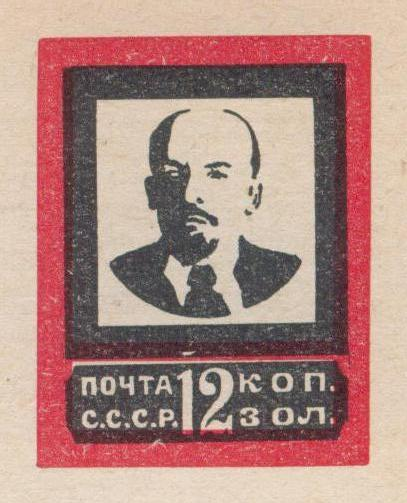
Фальшивка в ущерб коллекционерам: имитация марки СССР «Ленинского траурного выпуска», 1924

## Фальсификация в ущерб коллекционерам
Фальшивые марки часто изготавливаются в целях обмана коллекционеров и причиняют прямой ущерб интересам филателии. Филателистические организации осуществляют преследование таких фальсификаций вместе с судебными и правоохранительными органами. Фальшивки в ущерб коллекционерам не имеют филателистической ценности и интересны только как материал для сравнения при филателистической экспертизе. Известны фальшивые марки, изготавливавшиеся большими партиями в настоящих мастерских, например:
- фальшивки Фурэ,
- Фурнье,
- де Сперати,
- Клейне,
- японские фальшивки 1871—1879 годов.

## Фальсификация в целях пропаганды и шпионажа
Фальшивые марки могут выпускаться по распоряжению государственных органов внешне схожими с почтовыми марками политического или военного противника (который противостоит этому государству) в диверсионных — шпионских или пропагандистских — целях. Шпионские (подрывные) фальшивки стремятся точно воспроизвести настоящую марку. Пропагандистские фальсификаты намеренно видоизменяются для ведения пропаганды и агитации против противника. Впервые такие марки были изготовлены во время Первой мировой войны в Великобритании в подражание почтовым маркам Германии, Баварии, Австрии. Эта практика была продолжена в годы Второй мировой войны Германией, Великобританией и другими странами.
|  |  |

## Каталогизация
Фальсификаты могут указываться в каталогах почтовых марок. Жан-Батист Моэнс в 1862 году подготовил и издал первый в мире справочник о марочных фальсификатах и эссе.